# Xã Forest Prairie, Quận Meeker, Minnesota
Xã Forest Prairie (tiếng Anh: Forest Prairie Township) là một xã thuộc quận Meeker, tiểu bang Minnesota, Hoa Kỳ. Năm 2010, dân số của xã này là 972 người.